# Sven Olof Asplund

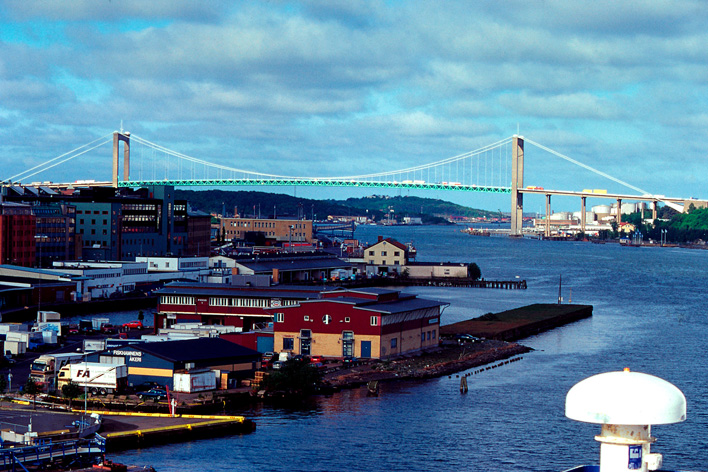
Most Älvsborg w Göteborgu

Sven Olof Asplund (ur. 1902, zm. 1984) – szwedzki inżynier konstruktor, profesor i wykładowca na Wydziale Mechaniki Budowy na Uniwersytecie Technologicznym Chalmers w Göteborgu w latach 1954-1967.
Sven Olof Asplund skonstruował m.in.:
- Most Älvsborg - most w Göteborgu, jeden z symboli miasta
- podwieszany dach na stadionie Ullevi w Göteborgu
- Kaknästornet - wieżę telewizyjną w Sztokholmie